# キンジェー
キンジェー (กินเจ) は、毎年太陰暦の9月1日から9日までタイ、マレーシア、シンガポール、インドネシアにおいて行われている精進料理週間のこと。プラナカンにより伝わった（他の華僑コミュニティを除外する）。タイでは精進料理週間になると、食品売り場やフードコートなどで、キンジェーを表わす「齋」の文字が掲げられ、精進料理やそのお菜が売られる。この期間は、肉、魚、卵、牛乳と、臭い野菜（ネギ類、パクチー）も食べない。キンジェーのジェーは精進料理のことで、菜食とは別のものである。
なお、キンジェーの"ジェー"は潮州語"齋"からの借用語で、潮州語では精進料理を食べることを"食齋(チアジェー)"といい、客家語(豐順)では"食齋(シッチャイ)"という。
プーケットでは火渡りなどの苦行をする人もおり、奇祭としても注目されている。また首都バンコクなどでは、華人に限らず、普段の肉の食べ過ぎを反省して参加する人も多い。タイの調査会社Kリサーチによると、2018年のキンジェー期間中に精進料理を重視した人は推計700万人と、2009年の約6倍に増えている。

## 参考
1. ↑  “タイの菜食週間“キンジェー””. Weekly Wise 2014年10月28日閲覧。
2. ↑  【World Plus】タイの「菜食祭」関連消費 健康志向が盛り上げ『日経ヴェリタス』2018年10月14日（23面）。